# Palaeoamasiidae
Palaeoamasiidae — таксон вимерлий ембрітоподих ссавців, які були знайдені в Румунії та Анатолії, де вони жили на берегах океану Тетіс.

## Класифікація
- †Palaeoamasiidae Şen та Heintz, 1979
  - †Hypsamasia Maas, Thewissen та Kappelman, 1998
  - †Palaeoamasia Ozansoy, 1966
  - †Crivadiatherium Radulesco, Iliesco &Iliesco 1976